# Панин, Фёдор Иванович
Фёдор Иванович Панин — советский хозяйственный, государственный и политический деятель.

## Биография
Родился в 1918 году в деревне Малая Екатериновка в русской крестьянской семье. Член ВКП(б) с 1942 года.
С 1938 года — на хозяйственной, общественной и политической работе. В 1938—1980 гг. — участковый агроном МТС, участник Великой Отечественной войны, агроном, старший агроном МТС в Краснодарском крае, секретарь райкома, заведующий сектором крайкома КПСС, инструктор, заведующий отделом Краснодарского крайкома КПСС, инструктор, заведующий сектором отдела ЦК КПСС, второй секретарь Татарского обкома КПСС.
Избирался депутатом Верховного Совета СССР 8-го и 9-го созывов.
Умер в Москве в 2012 году.